# Antidesma hainanense
Antidesma hainanense är en emblikaväxtart som beskrevs av Elmer Drew Merrill. Antidesma hainanense ingår i släktet Antidesma och familjen emblikaväxter. Inga underarter finns listade i Catalogue of Life.